# 경험치
경험치(經驗値, 영어: experience point, exp, XP)는 롤플레잉 게임(RPG)과 롤플레잉 비디오 게임에서 플레이어 캐릭터가 게임을 진행한 정도를 측량하는 단위다. 경험치는 보통 임무의 완수, 적이나 장애물의 극복, 롤플레잉의 성공에 대한 보상으로 주어진다.
많은 RPG에서 캐릭터는 매우 약하고 미숙한 상태에서 시작한다. 충분한 경험치를 얻으면, 캐릭터는 "레벨 업"을 하고, 캐릭터가 성장하는 다음 단계를 달성하게 된다. 이 경우, 일반적으로 캐릭터의 체력이나 힘 같은 능력치가 오르고, 캐릭터가 새로운 능력을 얻거나 기존의 능력을 향상시킬 수 있다.
비디오게임 용어로서 사용되기 이전에 경험치라는 말은, 일본어사전 광사원 제6판에 따르면 "지금까지의 경험으로부터 추측해 얻어진 값(値)"을 뜻하는 경제·통계 용어로서, 주로 전문서 혹은 신문기사에서 찾아볼 수 있었다.
일본에서 외국제 TRPG가 유입되던 무렵 "경험치"라는 말은 일반적이지 않았고, "experience point"에 대응하는 말로 "경험 포인트", "경험도", "경험" 등 번역어를 사용했다. 경험치가 처음 사용된 일본제 RPG는 크리스털 소프트의 1984년작 게임 《몽환의 심장》으로 생각되며, 이후 1984년-85년을 기점으로 급속히 보급되었다.

## 같이 보기
- 가상 경제
- 가상 세계